# Temple d'Apollon Palatin
Ne doit pas être confondu avec Temple d'Apollon Sosianus.
Le temple d'Apollon Palatin (en latin : Templum, Aedes ou Delubrum Apollinis in Palatio) est le deuxième temple de Rome dédié à Apollon, construit sur le Palatin par Auguste. Il s'intègre dans un complexe plus vaste étroitement lié à la résidence d'Auguste et de Livie, l'Area Apollinis, qui comprend également un portique, une bibliothèque et un arc de triomphe.

## Localisation
La localisation précise du temple sur le Palatin demeure encore incertaine. Selon une première hypothèse, il pourrait avoir occupé le site connu aujourd'hui sous le nom de Vigna Barberini, au nord-est de la colline. La zone a en effet été occupée par un édifice majeur, un temple entouré d'un portique à colonnade qui pourrait correspondre à la description que les auteurs antiques font du temple d'Apollon mais qui est plus couramment identifié au temple d'Élagabal. Une deuxième hypothèse, plus populaire auprès des archéologues et des historiens, situe le temple entre la Domus Augustana et les Scalae Caci, ce qui laisse juste l'espace nécessaire à la construction.

## Fonction
Il s'agit du deuxième temple consacré à Apollon à Rome, après le temple d'Apollon Medicus, mais le premier qui soit construit dans le pomerium. En effet, Apollon étant une divinité étrangère, son culte a jusque-là été exclu des limites sacrées de la ville. Les Livres sibyllins sont transférés dans ce nouveau temple depuis le temple de Jupiter Capitolin et placés dans le piédestal de la statue cultuelle d'Apollon,. Le Sénat se réunit assez fréquemment dans le temple ou dans la bibliothèque attenante durant le règne d'Auguste, signe que le pouvoir est passé entre les mains du princeps. La cérémonie des ludi saeculares, réinstaurée et développée par Auguste à partir de 17 av. J.-C., se déroule en partie dans le temple.
Dans les textes antiques, le culte d'Apollon porte l'épithète Palatinus relatif à sa localisation mais aussi Navalis, Actius ou Actiacus, épithètes relatifs à la nature des vœux d'Auguste. Après sa construction, le temple devient un ex-voto de la victoire sur Marc Antoine. On trouve également l'épithète Rhamnusius qui peut s'expliquer par le fait que la statue cultuelle réalisée par Scopas provienne de Rhamnonte.

## Histoire

### Antiquité
Le temple est voué par Octavien en 36 av. J.-C.,, durant sa campagne contre Sextus Pompée. Il promet d'ériger un temple dédié à Apollon si ce dernier lui permet de sortir victorieux de la bataille navale de Nauloque. Il aurait voué ce temple une deuxième fois avant la bataille d'Actium, nouvelle bataille navale, en 31 av. J.-C.
Le lieu choisi pour la construction qui commence dès 36 av. J.-C. se trouve sur le Palatin, à proximité de la résidence d'Auguste, sur un terrain frappé par la foudre, miracle attribué à Apollon lui-même, et par conséquent rendu public,. Le temple est achevé et dédié le 9 octobre 28 av. J.-C.. 
Le temple est détruit lors d'un incendie le 18 mars 363, mais les Livres sibyllins sont sauvés.

### Fouilles archéologiques

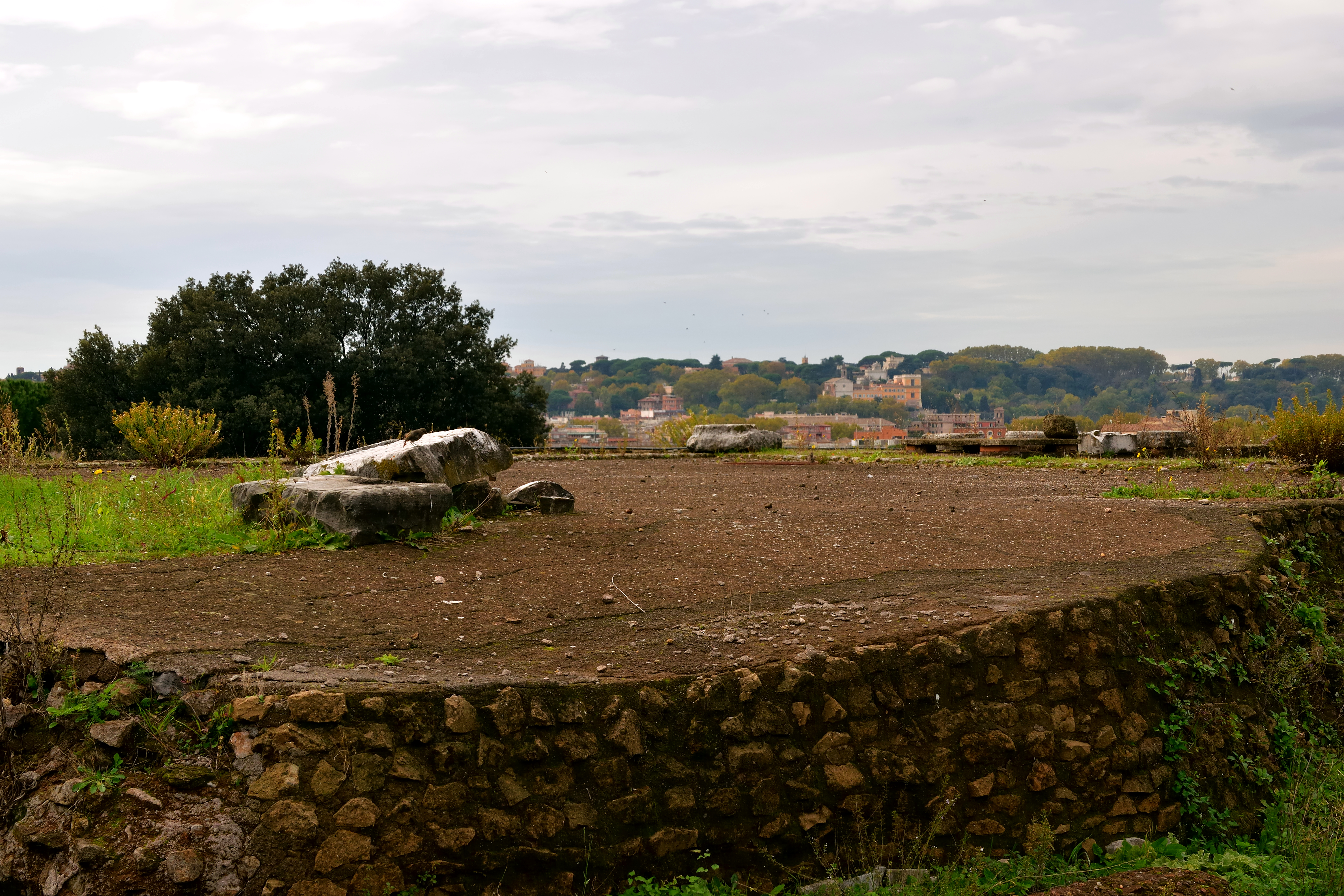
Terrasse du temple d'Apollon sur le Palatin.

En 1865, des fouilles archéologiques dirigées par Pietro Rosa permettent la mise au jour des vestiges d'un podium de temple en ciment augustéen près de la Domus Augusti, ainsi qu'une série de volées de marches successives au sud-ouest permettant d'y accéder, escalier baptisé Gradus Celsi. Les fouilles se poursuivent en 1870, en 1937 sous la direction d'Alfonso Bartoli et en 1956 sous la direction de Gianfilippo Carettoni et Giuseppe Lugli. Depuis 1968, on a découvert à proximité du temple des fragments de plaques de terre cuite décorées de reliefs qui devaient être fixées à l'architrave, comme pour les anciens temples étrusques. Les reliefs montrent des motifs qui se répètent, des figures de divinités ou de canéphores, avec des traces de pigments violets, roses et turquoise.
Si l'identification du temple avec les ruines qui se trouvent immédiatement au sud de la Domus Augusti est correcte, il reste en plus du podium une partie du sol en marbre encore apparent par endroits. Près du temple ont également été retrouvés les fragments d'une colonne et d'un chapiteau d'ordre corinthien.
La découverte sous le temple de traces de maisons aux sols ornés de mosaïques datant de la République confirme la datation augustéenne du temple et invalide une hypothèse de Lanciani qui l'identifiait au temple de Jupiter daté de 295 av. J.-C. (Aedes Iovis Propugnator in Palatio).

## Description

### Description des auteurs antiques
Lors de son inauguration, le temple est considéré comme le plus somptueux et magnifique des édifices de la première période augustéenne. Dans ses Élégies, Properce laisse une description très admirative du temple.

« Tu me demandes pourquoi je me suis fait attendre ? C'est que le divin Auguste vient d'ouvrir le magnifique portique d'Apollon. [...] Au milieu du portique s'élevait, en marbre, le temple, qu'Apollon préfère à Délos, où il reçut le jour. On admirait sur le faîte un char du Soleil en or ; et la double porte, noble dépouille de l'éléphant d'Afrique, qui représentait d'un côté les Gaulois précipités des sommets du Parnasse, de l'autre la mort cruelle de l'infortunée Niobé. Enfin Apollon, revêtu d'une robe traînante, fait retentir ses chants entre sa sœur et sa mère. »

— Properce, Élégies, II, 31

### Architecture extérieure
L'architecture générale du temple qui occupe la partie nord de la terrasse de l'Area Apollinis n'est pas connue avec exactitude. Il est peut-être prostyle hexastyle, périptère octastyle ou encore hexastyle pseudo-périptère. Il est construit avec de grands blocs de marbre blanc de Luni. Il se dresse sur un haut podium fait de blocs de tuf et de travertin. Si les fragments de colonnes retrouvés sur le site appartiennent bien à ce temple, on peut le reconstituer comme hexastyle pseudo-périptère avec un pronaos profond de trois colonnes. Sept colonnes sont à demi-engagées dans les longs murs extérieurs de la cella. Les colonnes corinthiennes portent 24 cannelures. Elles sont hautes de 14,5 mètres et ont un diamètre de 1,45 mètre. Le temple est peut-être diastyle, c'est-à-dire que l'espace entre les colonnes est égal au triple de leur diamètre,.
L'acrotère supérieur est orné d'un char conduit par le Soleil tandis que sur les acrotères latéraux se dressent des groupes statuaires réalisés par Boupalos et Athénis. Les portes de la cella sont décorées avec des bas-reliefs en ivoire représentant l'expulsion de Delphes des Galates et la destinée des Niobides,.
En avant du temple se dresse une statue de marbre d'Apollon placée sur un piédestal orné de béliers et un autel entouré de quatre génisses en bronze de Myron rapportées d'Athènes par Auguste. Une statue d'Hercule, copie d'une œuvre de Lysippe, l'accompagne. Les statues de Myron sont transférées au temple de la Paix après sa construction sous Vespasien.

### Décoration intérieure
À l'intérieur de la cella presque carrée de 20,5 × 18 mètres ont été placées trois statues de culte, une d'Apollon, une de Diane et une de Latone. Apollon est représenté jouant de la lyre (Apollo Citharoedus), œuvre attribuée au sculpteur Scopas, rapportée de Rhamnonte en Attique. La statue de Diane-Artémis a été réalisée par Timothéos mais la tête a été retravaillée par Caius Avianus Evandre. La statue de Latone a été réalisée par Céphisodote,,. Le temple est une sorte de musée : on peut y admirer les statues des neuf muses, peut-être des copies de celles présentes dans le temple d'Apollon Sosianus sur le Champ de Mars, et une collection d'objets précieux dont des gemmes taillées dédiées à Marcellus, des trépieds d'or dédiés par Auguste et un lustre rapporté du temple d'Apollon de Cymé.

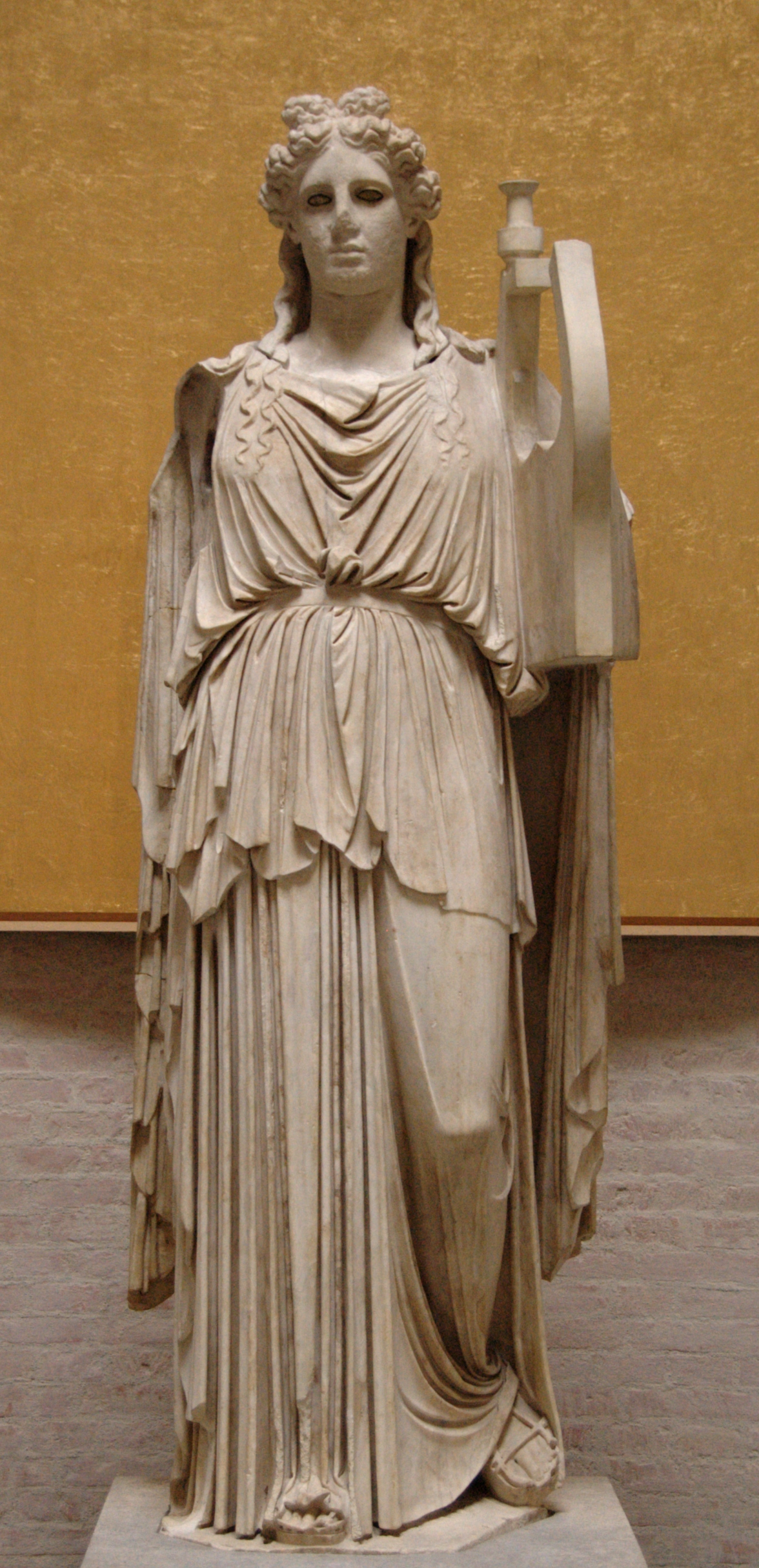
« Apollo Barberini », copie probable de la statue cultuelle du temple d'Apollon.
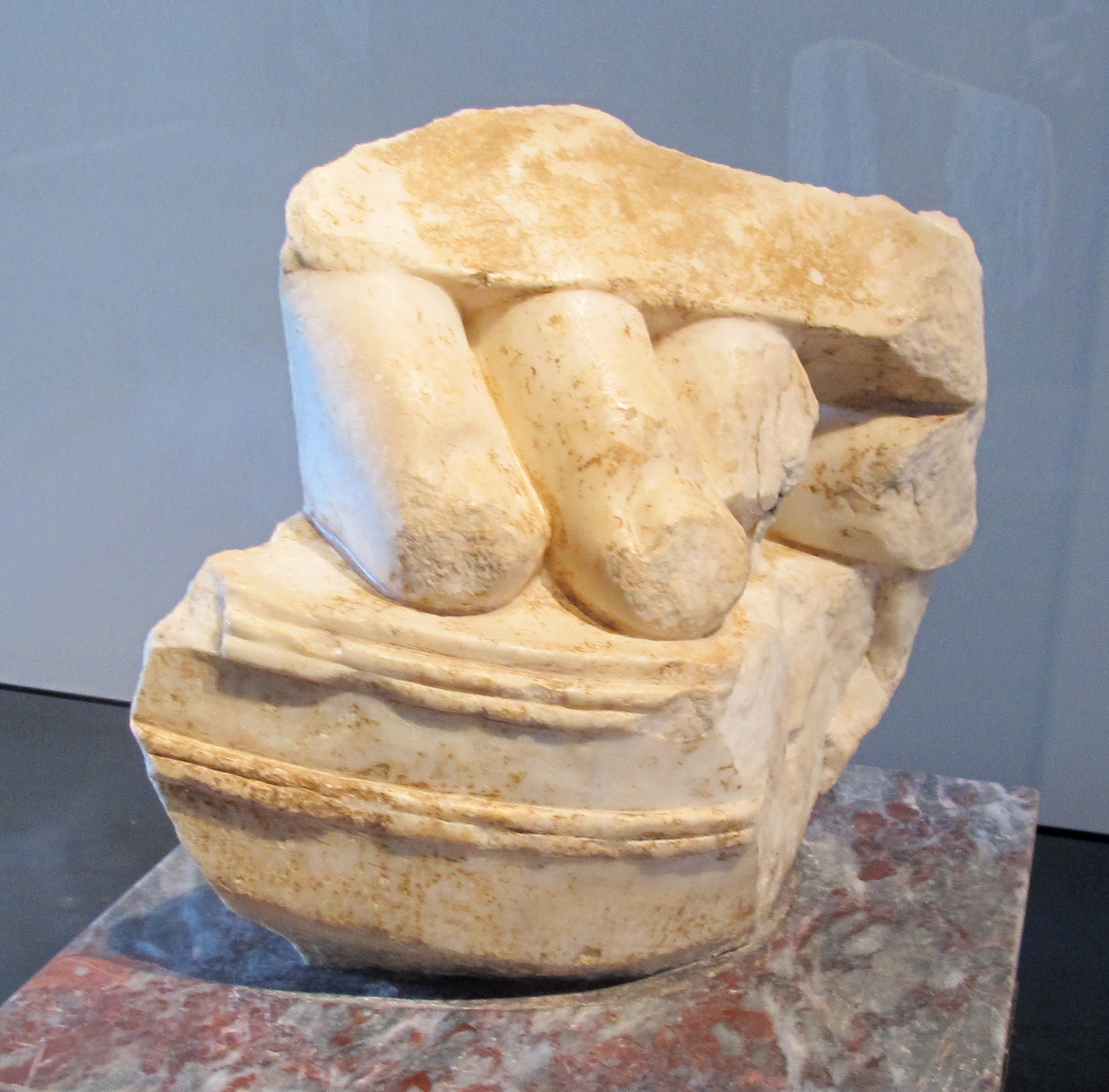
Fragment du pied de la statue d'Apollon Palatin.
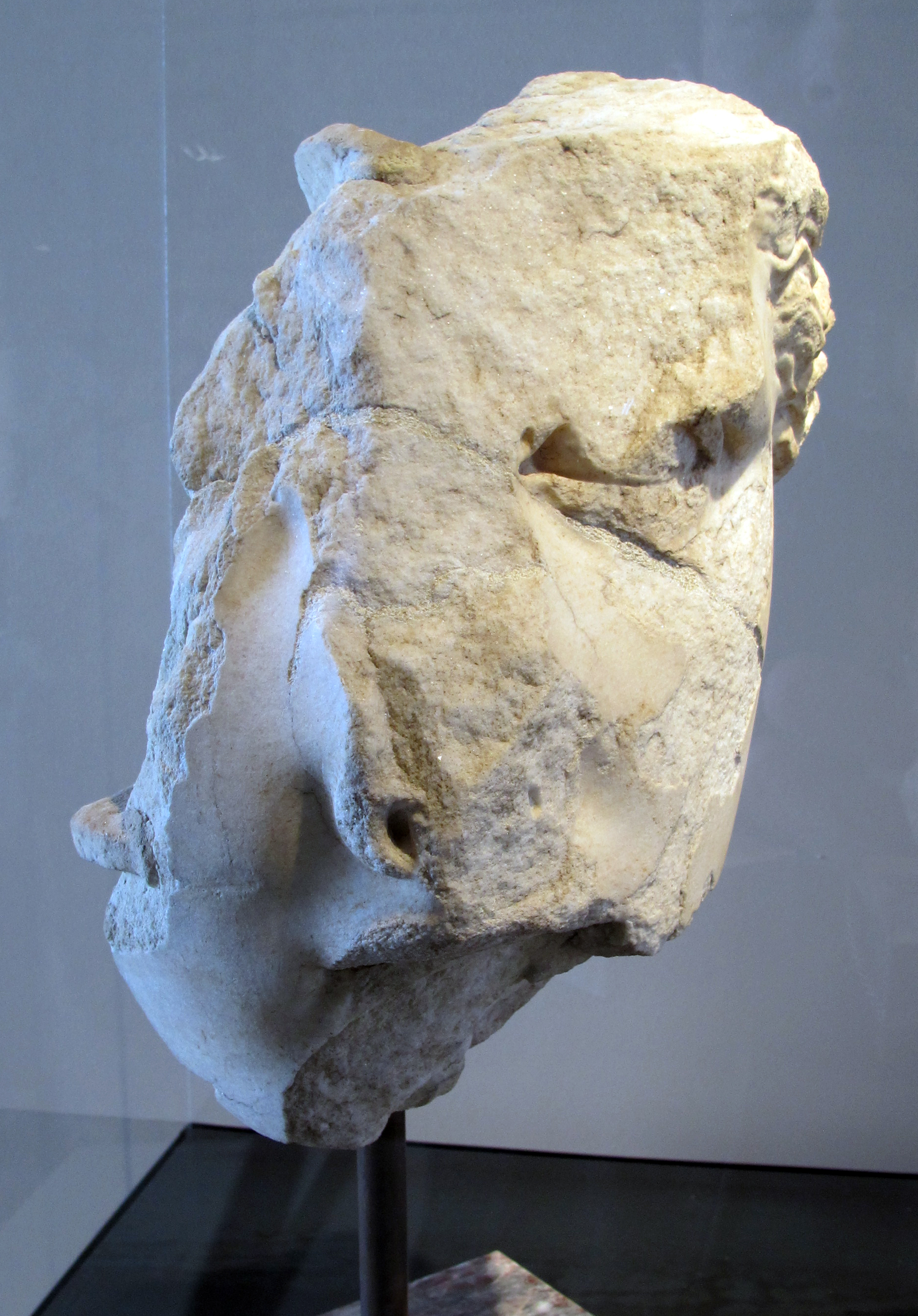
Fragment de la tête de la statue.

### Ouvrages généraux
- (en) Samuel Ball Platner et Thomas Ashby, A topographical dictionary of Ancient Rome, Londres, Oxford University Press, 1929, 608 p.
- (en) Lawrence Richardson, A New Topographical Dictionary of Ancient Rome, Baltimore, (Md.), Johns Hopkins University Press, 1992, 488 p. (ISBN 0-8018-4300-6)
- (en) Filippo Coarelli, Rome and environs : an archaeological guide, University of California Press, 2007, 555 p. (ISBN 978-0-520-07961-8, lire en ligne)
- Luc Duret et Jean-Paul Néraudau, Urbanisme et métamorphose de la Rome antique, Les Belles Lettres, coll. « Realia », 2001

### Ouvrages sur le temple
- Giuseppe Lugli, « Le temple d'Apollon et les édifices d'Auguste sur le Palatin », Comptes rendus des séances de l'Académie des inscriptions et belles-lettres, vol. 94, no 3,‎ 1950, p. 276-285 (lire en ligne)
- (en) Günder Varinlioğlu, « Apollo, Templum (Palatinum) », Digital Augustan Rome,‎ 2008 (lire en ligne)
- Eva Margareta Steinby (dir.), Lexicon Topographicum Urbis Romae, Edizioni Quasar, 1993-2000
  - Pierre Gros, « Apollo Palatinus », dans LTUR I, 1993, 480 p. (ISBN 88-7097-019-1), p. 54-57
  - (en) Amanda Claridge, « Apollo Palatinus », dans LTUR V, 2000, 376 p. (ISBN 88-7140-162-X), p. 225
- (it) Gianfilippo Carettoni, « Roma : le costruzioni di Augusto e il tempio di Apollo », Archeologia Laziale, no 1,‎ 1978, p. 72-74